# Austrosynapha pseudolamellata
Austrosynapha pseudolamellata är en tvåvingeart som beskrevs av Duret 1984. Austrosynapha pseudolamellata ingår i släktet Austrosynapha och familjen svampmyggor. Inga underarter finns listade i Catalogue of Life.